# Albert Le Roy
Ne doit pas être confondu avec Albert Leroy.
Albert François Clément Le Roy, né le 19 décembre 1856 à Paris et mort le 18 août 1905 à Saint-Fortunat-sur-Eyrieux, est un homme politique français. Homme de lettres, il mène parallèlement une carrière politique et devient député de la circonscription de Privas.

## Biographie
Docteur ès lettres, avocat à la Cour d'appel de Paris, Albert Le Roy est écrivain, connaissant un certain succès. Il commence sa carrière comme sous-préfet, puis conseiller de préfecture de Seine-et-Oise. Conseiller général, il est élu député de l'Ardèche en 1904, après plusieurs tentatives infructueuses. Il s'inscrit au groupe de la Gauche radicale-socialiste. Homme politique engagé, il se fait entendre lors des poursuites décidées en 1904 à l'encontre du député parisien et chef de la droite nationaliste, Gabriel Syveton. il prend part activement au débat sur la laïcité et des propositions de loi en faveur de la séparation des Églises et de l'État. À la tribune de l'Assemblée, le parlementaire ardéchois n'hésite pas à interpeller la partie adverse : 

« Enfin, je ferai observer à mes contradicteurs que j'ai été élu, il y a six mois, avec un mandat des plus catégoriques. Les électeurs de la 1re circonscription de Privas (Bruit à droite) ont ratifié mon programme qui portait, en première ligne, la séparation des Églises et de l'État. Or, puisque ces jours derniers, une controverse s'est instituée ici entre nos honorables collègues MM. Georges Berger et Réveillaud, il me sera permis, à moi qui ne suis pas protestant, mais qui ne représente une circonscription comprenant 5 000 électeurs protestants, d'affirmer qu'ils sont partisans, à la presque unanimité, de la séparation des Églises et de l'État. Ils la réclament, parce que descendant de ces vieux huguenots des seizième et dix-septième siècles, de ces camisards qui ont connu la persécution religieuse, qui ont traversé les jours douloureux des dragonnades, ils ne veulent à aucun prix d'une religion d'État (Applaudissements à l'extrême gauche et sur divers bancs à gauche. Exclamations et bruit à droite).
Ils professent que la religion n’est pas un service public, mais qu'elle relève de la libre adhésion de la conscience individuelle ; ils n'admettent pas que le prêtre ou le pasteur soit un fonctionnaire salarié (Applaudissements à gauche).
Messieurs, le suffrage universel vous a donné pleins pouvoirs. Au terme des quatre ans, à l'expiration de votre mandat, quand vous reparaîtrez devant les électeurs, le pays jugera. Ne vous abritez pas derrière les conseils municipaux, ne vous cachez pas derrière les conseils généraux ! »

Le 31 mai 1905, il devient l'un des six vice-présidents du comité exécutif du Parti républicain, radical et radical-socialiste.
Au cours d'un séjour avec sa famille au château des Nonneries à Saint-Fortunat-sur-Eyrieux, Albert Le Roy meurt soudainement, le 18 août 1905 à l'âge de 48 ans. Il a eu la satisfaction de voir adopter à la Chambre des députés, la loi sur la séparation le 3 juillet 1905 mais sa disparition prématurée ne lui a pas permis d'assister à l'aboutissement définitif du texte législatif au Sénat le 6 décembre suivant et sa promulgation trois jours plus tard.
Albert Le Roy, dont l'orthographe du nom d'origine est Leroy, est membre de la Société des gens de lettres en 1882 et enseigne en tant que professeur libre à la Sorbonne, à partir de 1892. Cette même année, il devient conseiller municipal de Saint-Germain-en-Laye. Il collabore à de nombreux journaux et revues tels que, Le Bien public, Globe, République française, Évènement…. Albert Le Roy est l'auteur de plusieurs romans : Fabien, Le mariage de Laure, Part à trois, L'argent de la femme, Le comédien, mais aussi d'une biographie sur George Sand, d'une étude littéraire sur le romantisme ou d'ouvrages historiques (se reporter au chapitre : Œuvres).

## Œuvres
- Le Havre et la Seine-Inférieure pendant la guerre de 1870-1871, Le Havre, Éditions L. Roquencourt, 1877, 255 p. (lire en ligne)
- Fabien, Paris, Éditions Georges Charpentier, 1880, 314 p.
- Le Mariage de Laure, Paris, Éditions Édouard Dentu, 1882, 287 p.
- Part à trois, Paris, Éditions Paul Ollendorff, 1883, 309 p.
- L'Argent de la femme, Paris, Éditions Paul Ollendorff, 1884, 267 p.
- L'Amour sans phrases, Paris, Éditions Charles Marpon et Ernest Flammarion, 1884, 352 p. (lire en ligne)
- Les Lendemains du bonheur, Paris, Éditions L. Frinzine, 1885, 324 p.
- Le Comédien, Paris, Éditions Alphonse Lemerre, 1888, 269 p. (lire en ligne)
- Le gallicanisme au XVIIIe siècle : La France et Rome de 1700 à 1715, Paris, Éditions Perrin, 1892, 828 p. (lire en ligne)
- George Sand et ses amis, Paris, Éditions Paul Ollendorff, 1903, 542 p. (BNF 34181280, lire en ligne)
- L'aube du théâtre romantique, Paris, Éditions Paul Ollendorff, 1904, 488 p. (lire en ligne)

## Hommages
- François de Boissy d'Anglas (1846-1921), député puis sénateur de l'Ardèche et ancien ministre plénipotentiaire, rend un hommage en 1905 à Albert Le Roy, préfacier de son ouvrage sur le président de la Convention nationale, François-Antoine de Boissy d'Anglas (1756-1826), son grand-père : « Hommage à Albert Le Roy ».
- Une statue en bronze d'Albert Le Roy, par le sculpteur Jean-Marie Joseph Magrou (1869-1945), est érigée en 1905, auprès du tribunal de Privas. Pendant la guerre en 1942, le monument est déposé par les Allemands.
Informations sur la base de données géolocalisée du patrimoine monumental français et étranger : « Monument à Albert Le Roy - Privas (Ardèche) ».

### Sources
- « Albert Le Roy », dans le Dictionnaire des parlementaires français (1889-1940), sous la direction de Jean Jolly, PUF, 1960 [détail de l’édition] [texte sur Sycomore]